# Сильветти, Матео
Мате́о Тья́го Сильве́тти (исп. Mateo Thiago Silvetti; родился 14 января 2006, Ланус) — аргентинский футболист, вингер клуба «Ньюэллс Олд Бойз».

## Клубная карьера
Уроженец Росарио (провинция Санта-Фе), Сильветти выступал за футбольную академию клуба «Ньюэллс Олд Бойз» с 2014 года. 19 июля 2024 года дебютировал в основном составе клуба, выйдя на замену в матче аргентинской Примеры против клуба «Барракас Сентраль». 27 сентября 2024 года сделал «дубль» в матче аргентинской Примеры против клуба «Депортиво Риестра».

## Карьера в сборной
В 2024 году дебютировал в составе сборной Аргентины до 20 лет.